# Thomas Idergard
Lars Thomas Idergard, född 1 mars 1969 i Arvidsjaurs församling, Norrbottens län, är en svensk författare och före detta moderat politiker och borgerlig opinionsbildare och sedermera jesuit och katolsk präst.

## Biografi
Efter avslutad politisk karriär arbetade han vid olika företag med inriktning på bland annat marknadsfrågor och entreprenörskap, exempelvis kommunikationsföretaget Gramma. Inför folkomröstningen om EMU 2003 arbetade han som kanslichef vid ja-sidans kampanjorganisation Stiftelsen Sverige i Europa. Vid årsskiftet 2003/2004 tillträdde han som styrelseordförande i trend- och omvärldsanalysföretaget United Minds och tjänstgjorde under en period som VD för företaget. Fram till 2008 var han personalchef på Prime PR och United Minds. Från 2009 arbetade han på tankesmedjan Timbro med inriktning på välfärdsfrågor. Han var också knuten som rådgivare till Peje Emilssons familjeföretag Magnora 2009–2012.
Våren 2009 upptogs Idergard i Romersk-katolska kyrkan och hösten 2012 inträdde Idergard som novis i jesuitorden vid ordens novitiatshus i Nürnberg och avgav sina ordenslöften hösten 2014. I februari 2017 vigdes han till diakon i Romersk-katolska kyrkan och den 30 september 2017 vigdes han till präst, av biskopen i Stockholms katolska stift, kardinal Anders Arborelius OCD, i S:ta Eugenia katolska kyrka, Jesuitordens kyrka i Stockholm där han sedan var jesuitpater. Han utsågs till kyrkoherde i Sankt Lars katolska församling i Uppsala i början av 2024.